# 内閣官房危機管理等特命事項担当室
内閣官房危機管理等特命事項担当室（ないかくかんぼうききかんりとうとくめいじこうたんとうしつ）は、1984年7月1日に危機管理担当大臣（ききかんりたんとうだいじん）の設置とともに内閣官房に設置された危機管理体制の検討のための部局。

## 危機管理担当大臣と危機管理担当
1983年9月1日、28名の日本人が搭乗していた大韓航空機撃墜事件が発生。同機は旧ソ連戦闘機によって撃墜されていたが、その情報を当時の防衛庁が傍受し、米国に報告されていたにもかかわらず、我が国の官邸に直接報告が挙げられるまでには時間を要した。省庁同士の情報共有等の不備も目立ち、当時、内閣官房長官として中曽根内閣の中枢にあった後藤田正晴（その後に行政管理庁長官）が危機管理体制を問題視するきっかけとなった。
1984年5月7日、後藤田は臨時行政改革推進審議会（行革審）に危機管理体制を諮問し、政府レベルにおける危機管理体制の検討が開始された。
1984年7月1日、賞勲局を除く旧総理府本府部局と、総理府外局の行政管理庁が統合され、新たに総務庁が発足した（国務大臣をもって充てる総務庁長官は前行政管理庁長官の後藤田正晴が続投）。その際、旧総理府本府の行政事務を国務大臣として掌理していた総理府総務長官（総務庁長官ではない）の職が廃止されたが、総務庁発足まで総理府総務長官と沖縄開発庁長官を兼務していた中西一郎が沖縄開発庁長官として続投しつつ、同日付で新たに「危機管理問題すなわち突発的緊急事態発生の際の行政の対応のあり方」を検討する特命を受けた「危機管理担当大臣」に補職された。同時に内閣官房に設置された「内閣官房危機管理等特命事項担当室」（内閣危機管理室などと通称された）を率いて危機管理体制の検討を行った。同室の初代室長は警察官僚の上野治男。
1984年11月9日、「危機管理の現状と対策──突発的緊急事態を中心に」と題する報告書として中曽根総理に提出された。
危機管理担当大臣の職は、昭和59年の自民党総裁選後に行われた内閣改造（第二次中曽根内閣第一次改造内閣、昭和59年11月1日〜）で中西一郎が退任すると同時に事実上休眠状態となったが、内閣官房の危機管理体制に関わる業務は、1986年に設置された内閣安全保障室に引き継がれたとされる。